# KF Liria Prizren
KF Liria Prizren (alb. Klubi Futbollistik Liria Prizreni, serb. cyr. Фудбалски клуб Лирија Призрен) – kosowski klub piłkarski, mający siedzibę w mieście Prizren, na południu kraju.

## Historia
Chronologia nazw:
- 1930: KF Metohija Prizreni
- 1970: KF Liria Prizren

Klub piłkarski Metohija został założony miejscowości Prizren w roku 1930. Zespół występował w niższych ligach mistrzostw Jugosławii. Podczas włoskiej okupacji Albanii i Kosowa klub grał jeden sezon w mistrzostwach Albanii. W tamtym jedynym sezonie dotarł do finałowego etapu turnieju, gdzie przegrał w półfinale z KF Tirana. Po wojnie klub powrócił do mistrzostw Jugosławii i kilka razy dotarł do drugiej ligi. Po zakończeniu wojny w Kosowie w 1999 roku klub ponownie startował w Pierwszej lidze Kosowa.

## Sukcesy

### Trofea międzynarodowe
Nie uczestniczył w rozgrywkach europejskich (stan na 31-05-2020).

### Trofea krajowe
| \| \| Zdobyte trofea w rozgrywkach Kosowa (stan na: 31-05-2020) \| |                                                           |      |                      |
| Rozgrywki                                                          | Osiągnięcie                                               | Razy | Sezon(y)             |
| Mistrzostwo                                                        | I miejsce                                                 | 1    | 1994/95              |
| Mistrzostwo                                                        | II miejsce                                                | 0    |                      |
| Mistrzostwo                                                        | III miejsce                                               | 1    | 2010/11              |
| Puchar                                                             | zdobywca                                                  | 2    | 2006/07, 2009/10     |
| Puchar                                                             | finalista                                                 | 0    |                      |
| II liga                                                            | I miejsce                                                 | 2    | 2003/04 (B), 2008/09 |
| II liga                                                            | II miejsce                                                | 1    | 2014/15              |
| II liga                                                            | III miejsce                                               | 1    | 2019/20              |
| Kosowo                                                             | Zdobyte trofea w rozgrywkach Kosowa (stan na: 31-05-2020) |      |                      |

## Poszczególne sezony

### Rozgrywki międzynarodowe
Nie uczestniczył w rozgrywkach europejskich.

### Rozgrywki krajowe
| \| Kosowo \| Bilans występów klubu w rozgrywkach piłkarskich Kosowa (Stan na 31 maja 2020 r.) \| \| |                                                                                  |        |       |   |   |   |    |    |     |                                            |        |        |      |
| Poziom                                                                                              | Rozgrywki                                                                        | Sezony | Mecze | Z | R | P | B+ | B– | Pkt | Lata                                       | Awanse | Spadki | Naj. |
| I                                                                                                   | Superliga e Kosovës                                                              | ?      |       |   |   |   |    |    |     | ????–2003, 2004–2007, 2009–2013, 2015–2019 | 0      | 4      | 1    |
| II                                                                                                  | Liga e Parë                                                                      | 7      |       |   |   |   |    |    |     | 2003/04, 2007–2009, 2013–2015, od 2019/20  | 3      | 0      | 1    |
| | Puchar Kosowa                                                                    | ?      |       |   |   |   |    |    |     |                                            | 0      | 0      | 1    |
| Kosowo                                                                                              | Bilans występów klubu w rozgrywkach piłkarskich Kosowa (Stan na 31 maja 2020 r.) |        |       |   |   |   |    |    |     |                                            |        |        |      |

## Struktura klubu

### Stadion
Klub rozgrywa swoje mecze domowe na stadionie Përparim Thaçi w Prizren, który może pomieścić 11000 widzów.

## Kibice i rywalizacja z innymi klubami

### Derby
- KF Vëllaznimi Djakowica